# А що як... Доктор Стрендж втратив би своє серце замість рук?
«А що як… До́ктор Стрендж втра́тив би своє́ се́рце замі́сть рук?» (англ. What If... Doctor Strange Lost His Heart Instead of His Hands?) — четвертий епізод першого сезону американського анімаційного телесеріалу «А що як…?», заснованого на однойменній серії коміксів Marvel. Він досліджує, що трапилося б, якби події у фільмі «Доктор Стрендж» (2016) відбулися інакше, коли подруга доктора Стівенна Стрейнджа, Крістін Палмер, померла, а не Стрендж покалічив руки в автокатастрофі. Епізод був написаний головною сценаристкою А. К. Бредлі, а режисер — Браян Ендрюс.
Джеффрі Райт веде розповідь в ролі Спостерігача. В озвучці епізоду також беруть участь Бенедикт Камбербетч (Стрендж), Рейчел Мак-Адамс (Палмер), Бенедикт Вонґ, Тільда Свінтон, Айка Амаді та Леслі Бібб. Серіал почав розроблятися в вересні 2018 року. Незабаром до його виробництва приєднався Ендрюс, і багато акторів очікували, що знову зіграють свої ролі з фільмів. Епізод розповідає трагічну історію кохання, в якій Стрендж намагається використати магію, щоб запобігти смерті Палмер. Анімацію для епізоду надала компанія Flying Bark Productions, а керівником анімації був Стефан Франк.
«А що як… Доктор Стрендж втратив би своє серце замість рук?» був випущений на Disney+ 1 вересня 2021 року. Критики дуже високо оцінили темну сюжетну лінію і кінець епізоду, але дали неоднозначні відгуки про візуальну картину та холодну історію Палмер.

## Сюжет
Після успішного завершення рідкісної гемісферектомії, хірург доктор Стівен Стрендж та його дівчина доктор Крістін Палмер їдуть на святкування на його честь. Однак вони потрапляють в автокатастрофу, під час якої гине Палмер. Скорботний Стрендж шукає відповідей у Камар-Таджі, де він стає майстром містичних мистецтв. Вивчаючи Око Аґамотто, Стрендж дізнається, що він може маніпулювати часом, але Стародавня і Вонґ попереджають цього не робити, оскільки це може пошкодити тканину реальности.
Через два роки після смерти Палмер Стрейндж повертається до тієї ночі, використовуючи Око, але не може врятувати її, як би він не змінив події. Стародавня пояснює, що запобігання смерті Палмер означало б, що він ніколи не став чаклуном, створюючи парадокс, що руйнує Всесвіт. Стрендж відмовляється слухати і використовує Око, щоб втекти до Загубленої бібліотеки Каліостро, де зустрічається з бібліотекарем О'Бенгом і дізнається, що він може отримати силу та врятувати Палмер, поглинаючи магічних істот.
Після століть поглинання магічних істот, вмираючий О'Бенг каже Стренджу, що він все ще недостатньо сильний, тому що він лише наполовину себе: коли Стрендж втік від Стародавньої, вона використовувала силу Темного виміру, щоб розколоти його у дві альтернативні версії, одна з яких Стрендж вивчає книги Каліостро, щоб стати злою версією, яка отримала назву «Верховний Стрендж», і хорошою версією, що приймає смерть Палмер. Стародавня вважає, що останній Стрендж може перемогти Верховного Стренджа.
Після битви між ними, Верховний Стрендж перемагає хорошого Стренджа і поглинає його. Верховний Стрендж використовує свої розширені сили, щоб змінити смерть Палмер, але вона сахається його жахливого вигляду. Коли парадокс починає розривати реальність, а його оточення руйнується, Верховний Стрендж просить Спостерігача про допомогу. Останній відмовляється втручатися і Всесвіт руйнується. У той час як Стрейндж зберігає невелику його кишеню, Палмер розпадається, залишаючи Верховного Стренджа страждати наодинці.

## Виробництво

### Розробка
До вересня 2018 року студія Marvel розробляла анімаційний серіал-антологію за мотивами коміксів «What If», який б досліджував, як змінилися б фільми КВМ, якби певні події відбувалися інакше. Головна сценаристка А. К. Бредлі приєднався до проєкту в жовтні 2018 р. з режисером Браяном Ендрюсом на зустрічі з керівником Marvel Studios Бредом Віндербаумом щодо проєкту ще у 2018 році; про участь Бредлі та Ендрюса було оголошено у серпні 2019 року. Вони разом з Віндербаумом, Кевіном Файґі, Луїсом Д'Еспозіто і Вікторією Алонсо стали виконавчими продюсерами. Бредлі написав четвертий епізод під назвою «А що як… Доктор Стрендж втратив би своє серце замість рук?», у якому зображена альтернативна сюжетна лінія фільму «Доктор Стрендж» (2016). «А що як… Доктор Стрендж втратив би своє серце замість рук?» був випущений на Disney+ 1 вересня 2021 року.

### Написання
Епізод був написаний у лютому 2019 року. В альтернативній сюжетній лінії епізоду автомобільна катастрофа призводить до того, що подруга доктора Стівенна Стренджа, Крістін Палмер, помирає, а не Стрендж калічить руки, створюючи «темну … трагічну історію кохання». Творчу групу Доктора Стренджа у мультивсесвіті божевілля (2022) зацікавило підхід серіалу «А що як…?» до Стренджа під час розробки цього фільму. Епізод адаптує частину роману Ґерберта Веллса «Машина часу»; Стрендж робить численні спроби повернутися в минуле і врятувати Палмер, але вона завжди помирала. Бредлі боялася починати роботу над епізодом через його важких тем, включаючи трагедію і «чому втрата так сильно ранить», але в кінцевому підсумку вона вважала написання епізоду корисним досвідом, тому що "все зводиться до любові. Тільки те, що ми любимо, може заподіяти нам біль ". Бредлі черпала натхнення з особистої втрати свого старшого двоюрідного брата, використовуючи своє бажання повернутися в минуле, щоб врятувати його, як основу для бажання Стренджа врятувати Палмер, а також того, що значить відчувати горе.: Вона також назвала це «найлюдянішим» епізодом сезону. Ендрюс відчував, що епізод пішов в іншому напрямку в порівнянні з іншими серіями, які, на його думку, анімація повинна охоплювати частіше, і вважав, що авдиторія буде шокована кінцівкою епізоду.
Спостерігач розглядає можливість втручання, щоб перешкодити Стренджа поставити під загрозу всю його реальність, взявши на себе більш активну роль, ніж в попередніх епізодах, що, за словами актора Джеффрі Райта, було «зміною ставлення … цілі і наміри» для нього, стаючи «менш безтілесним». Він додав, що Спостерігач виявив особливий інтерес до цієї історії, тому що у нього і доктора Стренджа «загальна точка зору на деякі речі». Райт також пояснив, що Спостерігач «Не вуайеріст заради вуайєризму, він до певної міри складається з цих персонажів. Без них, що він дивиться? Вони глибоко вселяють йому, і, можливо, він може винести тільки це». Райт був зворушений цим епізодом і вважав, що його уроки були «дійсно захоплюючими і актуальними», називаючи задумку епізоду «нестаріючої», оскільки у всіх людей були моменти, коли вони хотіли б скасувати певні події. Епізод посилається на фіксовані точки часу як «абсолютні точки», які раніше були встановлені як «точка нексуса» в першому сезоні «Локі». Бредлі визнала, що в епізоді слід використовувати «точку нексуса», проте сценарії для «Локі» ще не були створені, коли епізод завершив свою анімацію.

### Кастинг

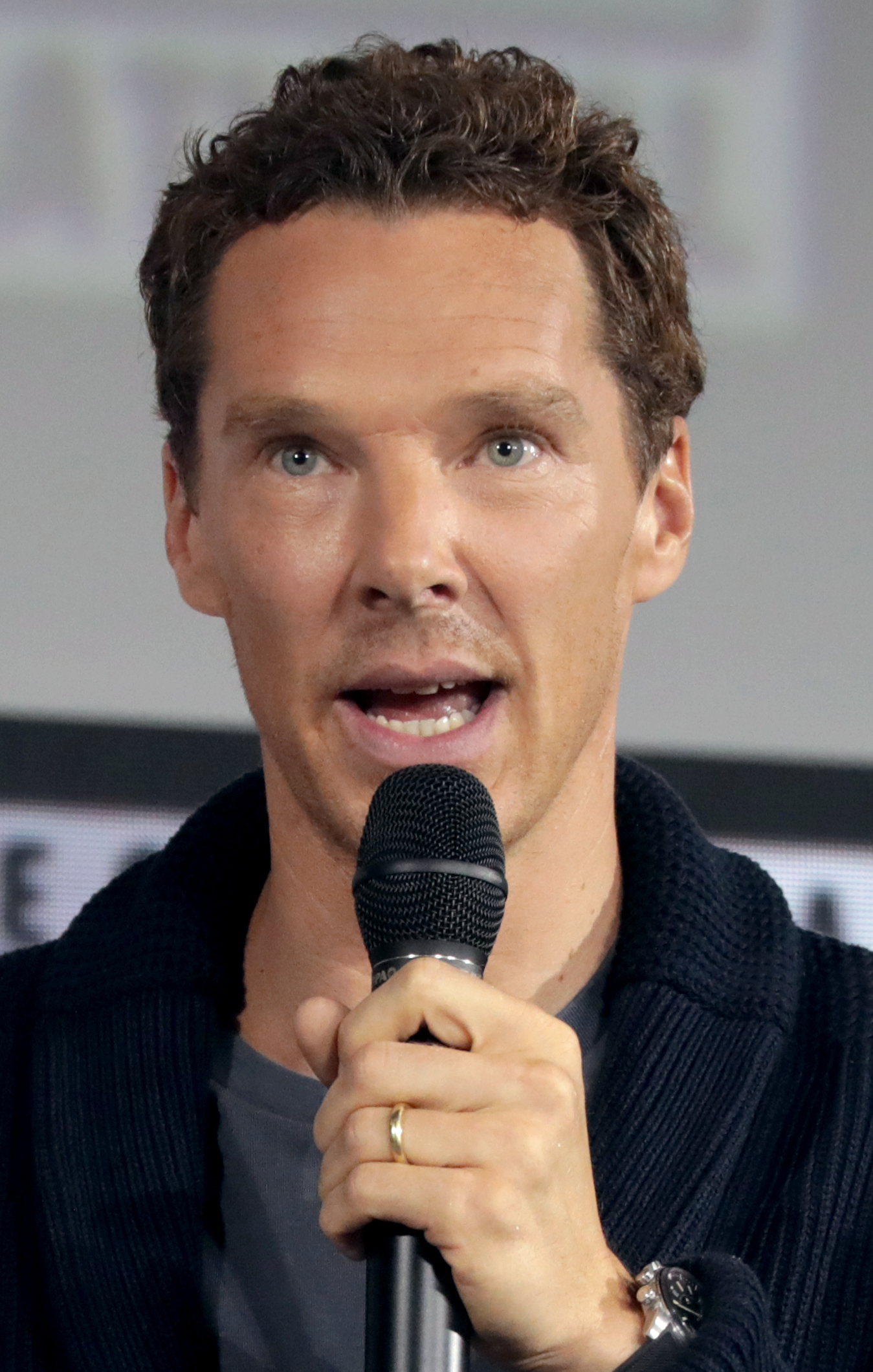
Бенедикт Камбербетч повторює свою роль Стівена Стренджа в епізоді.

Джеффрі Райт розповідає події епізоду в ролі Спостерігача, причому Marvel планувала, щоб інші персонажі серіалу були озвучені акторами, які зображували їх у фільмах КВМ. У цьому епізоді повернулися актори з «Доктора Стренджа» Бенедикт Камбербетч (доктор Стівен Стрендж, а також його злий варіант, який описаний як Верховний Доктор Стрендж), Рейчел Макадамс (Крістін Палмер), Бенедикт Вонґ (Вонґ) і Тільда Свінтон (Прадавня). Леслі Бібб повернулася до ролі Крістін Евергарт з попередніх проєктів КВМ, і Іке Амаді також озвучує в цьому епізоді О'Бенґа, що є псевдонімом Каліостро в Marvel Comics. Дормамму також з'являється в цьому епізоді, хоча він не вимовляє ніяких реплік.

### Анімація
Анімацію до епізоду надала студія Flying Bark Productins,: 33: 56: 4 причому Стефан Франк виступив в якості глави анімації. Ендрюс розробив сіл-шейдінговий стиль анімації серіалу з Райаном Майнердінгом, главою відділу візуального розвитку Marvel Studios. Хоча серіал має послідовний художній стиль, такі елементи, як кольорова палітра, розрізняються між епізодами.: 4 Після раннього показу епізоду до початку анімаційної роботи Файг сказав: "Це приголомшливо … Я не знаю, як ми впораємося з анімацією, але продовжуйте в тому ж дусі. " Концепт-арт для епізоду включений в фінальні титри, Marvel випустила його онлайн після прем'єри епізоду.
Створюючи злий версію Доктора Стренджа, Майнердінг прийшов до думки, що його змінили містичні істоти, яких він поглинав, і створив «дуже дивно виглядає, потворного людини». Креативщики вирішили, що вони все ще хочуть, щоб в персонажа дізнавалися Стренджа, тому Майнердінг натомість вибрав більш людську версію персонажа, яка є виснаженою, з більш темним костюмом, більш блідою шкірою, «більш гострими і небезпечними» волоссям і бородою і темними колами під очима. Майнердінг описав це як «класичний» образ злого персонажа. Ще один елемент, який був скоректований — це плащ і комір персонажа, які стали більше, щоб надати двома версіями Стренджа характерний силует. Жахливіші дизайни, які спочатку створив Майнердінг, були повернуті для кінцівки епізоду. Цей образ включає в себе різних істот, які з'являються в епізоді, які були засновані на ідеях Ендрюса, Бредлі і художника-раскадровщіка Арама Саркісяна, а не на будь-яких існуючих персонажах Marvel Comics. Вони розробили близько 20 різних істот для цього епізоду і хотіли, щоб зовнішність була цікавою як сама по собі, так і в тому, як вони могли б тимчасово злитися зі Стрендж, коли він поглинає їх. Команда дизайнерів пройшла через більшу кількість ітерацій Доктора Стренджа, ніж багато інших персонажів серіалу, оскільки вони з'ясовували, наскільки злим він повинен бути зображений і наскільки жахливою повинна бути його остаточна форма, а також інші варіації, такі як персонаж в смокінгу, поранені версії і від 10 до 15 варіацій того, як він поглинає різних істот.
Для художника-постановника Пола Ласейна і його команди однієї з найскладніших середовищ для створення була кімната, в якій Стрендж поглинає істот. Це повинна була бути та ж сама головна бібліотечна кімната, яку бачили раніше в епізоді, і спочатку вони планували використовувати той же простір з вимкненим освітленням, але те, як кадри були оформлені для сцени, означало, що їм доведеться створити 60 або 70 різних фонів для сцени. Замість цього вони створили нову локацію «велика чорна ніщо» і намалювали шість або сім колонок, які потім могли переміщати по сцені в залежності від кута зйомки. Ще однією складною сценою були абстрактні фони, необхідні, коли Стрендж бачить ілюзію Палмер ближче до кінця кульмінаційної битви, яка була додана за пропозицією монтажерів Джоела і Грема Фішерів. Сам бій був розроблений Ендрюсом і Саркисяном і був описаний монтажер як «божевільний екшен» і «феноменальний матеріал», але вони відчували, що це відвернуло б від історії, якби персонажі просто билися, поки один з них не переміг. Вони відчували, що додавання «останнього моменту спокуси» для гарного Стренджа, де він розглядає приєднання до Верховного Стрендж, щоб врятувати Палмер, «відновить емоційну причину, чому це відбувається, і які ставки». Коли Верховний Стрендж перемагає і змінює минуле, всесвіт починає руйнуватися. Франк описав це як «абстрактну середу, в якій у вас немає нічого, що ви могли б розпізнати, щоб зорієнтуватися, і це повністю залежить від мови естетики і форми». Аніматори використовували особливий художній стиль художника коміксів Джека Кербі, який рідко можна побачити в кіно і на телебаченні, щоб зобразити негативний простір всесвіту, яка розчиняється навколо нього чорним полем.
Обговорюючи найбільш складні аспекти анімації серіалу, Франк сказав, що нюанси виразу обличчя знаходяться на одному кінці цього спектра, і навів як приклад розмови цього епізоду між Стрендж і Палмер в машині. Він сказав: "Є речі, які [Стрендж] хоче сказати, але він не може сказати, чи речі, які він готовий сказати, але вона не може зрозуміти. Всі ці шари тонкощі між текстом, підтекстом і тим, як глибоко це зарито "повинні були бути передані. Бредлі і Ендрюс хотіли показати, наскільки кінематографічним може бути серіал з цими виразами обличчя, щоб відповідати озвучці, і Ендрюс відчував, що цей епізод, зокрема, був «Тур де форс». Бредлі відчувала, що в ньому були «гарні образи, трохи дивного екшену і, сподіваюся, кілька хороших поворотів». Режисерові «Доктора Стренджа» Скотту Дерриксон показали ранній готовий варіант епізоду, і він описав його як «приголомшливий».

### Музика
Композиторка Лаура Карпман поєднала елементи існуючих партитур КВМ з оригінальною музикою для серіалу, спеціально посилаючись на елементи партитури Майкла Джаккіно «Доктор Стрендж» для цього епізоду. Здебільшого Карпман скопіювала використання Джаккіно клавесина, оскільки більшість історії епізоду відокремлено від подій у фільмі. Вона спробувала використати музику, щоб представити повторювану історію, яку вона назвала «сумною, дивною і трагічною», створивши чотирикордний фортепіанний мотив, який повторюється з кожним повтором у сюжеті епізоду. Він щоразу зростає музично з додатковими інструментами, екшн-музикою та темою Спостерігача. Саундтрек до епізоду був випущений в цифровому вигляді компаніями Marvel Music та Hollywood Records 3 вересня 2021 року, де представлено партитуру Карпман. 
| А що як... Доктор Стрендж втратив би своє серце замість рук? (Оригінальний саундтрек) | А що як... Доктор Стрендж втратив би своє серце замість рук? (Оригінальний саундтрек) | А що як... Доктор Стрендж втратив би своє серце замість рук? (Оригінальний саундтрек) |
| #                                                                                     | Назва                                                                                 | Тривалість                                                                            |
| ------------------------------------------------------------------------------------- | ------------------------------------------------------------------------------------- | ------------------------------------------------------------------------------------- |
| 1.                                                                                    | «The Absolute Point»                                                                  | 2:12                                                                                  |
| 2.                                                                                    | «Evening Handsome»                                                                    | 1:44                                                                                  |
| 3.                                                                                    | «Something Reckless»                                                                  | 0:57                                                                                  |
| 4.                                                                                    | «Not Again»                                                                           | 4:34                                                                                  |
| 5.                                                                                    | «No Door»                                                                             | 1:18                                                                                  |
| 6.                                                                                    | «Maybe Nowhere»                                                                       | 1:49                                                                                  |
| 7.                                                                                    | «The Wrong Path»                                                                      | 0:56                                                                                  |
| 8.                                                                                    | «Absorption»                                                                          | 2:45                                                                                  |
| 9.                                                                                    | «Half a Man»                                                                          | 1:11                                                                                  |
| 10.                                                                                   | «Both Sides»                                                                          | 2:47                                                                                  |
| 11.                                                                                   | «When Are You?»                                                                       | 0:56                                                                                  |
| 12.                                                                                   | «I Am You»                                                                            | 1:08                                                                                  |
| 13.                                                                                   | «Whole Again»                                                                         | 2:42                                                                                  |
| 14.                                                                                   | «Crème Brûlée»                                                                        | 2:25                                                                                  |
| 15.                                                                                   | «Sorry»                                                                               | 2:45                                                                                  |
| 30:09                                                                                 |                                                                                       |                                                                                       |

## Маркетинг
2 вересня 2021 року Marvel випустив плакат до епізоду, на якому був зображений Верховний Стрендж і цитата з епізоду. Після виходу епізоду Marvel оголосила про товар, натхненний цим епізодом, у рамках щотижневої акції «Marvel Must Haves» для кожного епізоду серії, включаючи одяг, аксесуари, Funko Pops та фігури Marvel Legends на основі Верховний Стрендж.

## Сприйняття
Том Йорґенсен з IGN дав епізоду оцінку 8 з 10, назвавши його «найбільше запам'ятався епізодом» серіалу на даний момент і «ефективним повчальним розділом про те, що втрата може зробити з людиною». Він відчував, що більш похмуре напрямок епізоду найкраще підходить для серіалу, і хвалив то, як в епізоді використовувалася невідворотна смерть Христини, щоб показати «наслідки трагедії, втрати, настільки болючою, що ми зруйнуємо світ, щоб запобігти її». Йорґенсен також зазначив елементи готичного жаху в епізоді: в Стренджа згадувався як доктор Джекіл, так і Віктор Франкенштейн. Він розкритикував рішення створити дві версії Стренджа, вважаючи, що це було непотрібним ускладненням, яке існувало тільки для того, щоб персонажі могли битися в кінці, і відчував, що сама битва не видається свіжої, оскільки слідувала загальному образу КВМ, коли герой бореться з іншими версіями самого себе. Незважаючи на це, він похвалив епізод за «невдалу посадку» і зазначив фінал як один з найпохмуріших моментів в КВМ. Сем Барсанті з The A.V. Club також був розчарований битвою між Стрендж і Верховним Стрендж, назвавши її «нудними „Перлами дракона“», особливо в порівнянні з візуальними ефектами «Доктора Стренджа». Він все ж похвалив концепцію сценарію «що, якщо» і похмуру кінцівку, вважаючи, що обидва ці елементи були виконані більш успішно, ніж в попередньому епізоді, і дав епізоду оцінку «B».
Девід Опі з Digital Spy сказав, що епізод був «з легкістю кращим і найбільш вражаючим» з серіалу, з самим похмурим фіналом Marvel Studios з часів фільму «Месники: Війна нескінченности» (2018). Амон Варманн в Yahoo! News думав, що кінцівка була навіть краще, ніж у «Війни нескінченности», вважаючи, що фільм був підірваний планами Marvel щодо майбутніх фільмів КВМ, в той час як епізод був самодостатньою історією з кінцівкою, яку не потрібно скасовувати. Він похвалив «прийнятний і несамовитий» монтаж смертей Палмер, в тому числі музику Карпман до цієї сцени, і був дуже задоволений візуальними ефектами епізоду: він описав сцену, в якій Верховний Стрендж поглинає істот, як «відповідно жахливу», і його найвищою точкою в епізоді була боротьба між Стрендж і Верховним Стрендж, яку він порівняв з боротьбою між Стрендж і Таносом в «Війні нескінченности» і описав як «візуально приголомшливу, вигадливу і забавну для перегляду». Варманн подумав, що епізоду потрібно більше часу, щоб поворот Верховного Стренджа до зла став переконливим, незважаючи на виступ Камбербетч, яке, на його думку, було поки що найсильнішим з повернулися акторів КВМ в серіалі. Рози Найт з Den of Geek дала епізоду 3,5 зірки з 5, назвавши його «тонною космічного веселощів» і виділив сцени, де Верховний Стрендж поглинає істот і де Плащ левітації Стренджа бореться з плащем Верховного Стренджа.
Незважаючи на те, що Йорґенсен оцінив те, як смерть Палмер використовується в цьому епізоді, він дійсно вважав, що МакАдамс зіграла «невдячну роль, будучи не більше ніж джерелом горя Стренджа». Варманн також відчував, що сюжетна лінія спрацювала для епізоду, незважаючи на те, що Палмер зображувалася як «трохи більше, ніж об'єкт прив'язаности Стренджа». Після того, як у МакАдамс також була невелика роль в «Докторі Стренджі», Варманн відчував, що Marvel потрібно компенсувати це, давши їй більшу роль в майбутньому фільмі або епізоді «А що як…?». Найт і Барсанті обидва сказали, що сюжетна лінія Палмер була прикладом «жінки в холодильнику», як і Рейчел Лейшман з The Mary Sue, яка критикувала подальше використання стежка, але насолоджувалася тим, як цей епізод використовував його в якості каталізатора для того, щоб Верховний Стрендж став лиходієм і викрив «егоїстичні нахили» персонажа. Вона порівняла арку Верховного Стренджа в епізоді з аркою Вілсона Фіска / Кінґпіна в мультфільмі «Людина-павук: Навколо всесвіту» (2018) і оцінила, що хороша версія Стренджа в епізоді зображена як прийняття минулого і зосередження на майбутньому.
Кріс Наудус з Engadget обговорила повернення монстра з щупальцями з прем'єри серіалу в цьому епізоді, назвавши його прикладом «основоположного почуття безперервности, [яке] почало розвиватися» в серіалі. Вона також порівняла то, як епізод зіграв з передумовою серіалу, змусивши Спостерігача поговорити з Верховним Стрендж, з епізодом «Сутінкової зони» «A World of His Own». Йорґенсен вважав цікавим розвитком подій для серіалу і Спостерігача то, щоб він активно ігнорував «потребує персонажа», як він робить з Верховним Стрендж. Наудус і Барсанті також відзначили розширення логіки подорожей у часі в серіалі, включивши в неї абсолютні моменти часу, концепцію, якої відомий серіал про подорожі в часі «Доктор Хто». Опі припустив, що події епізоду можуть вплинути на майбутні фільми «Людина-павук: Додому шляху нема» (2021) і «Доктор Стрендж у мультивсесвіті божевілля», або через те, що в цих фільмах з'являється Верховний Стрендж, або з- за того, що в їх історіях присутній аналогічна загроза кінця всесвіту.
Сценарист «Доктора Стренджа» К. Роберт Карґілл високо оцінив цей епізод і сказав, що це був яскравий момент в кар'єрі, щоб побачити епізод «А що, як …?», заснований на фільмі, до якого він написав сценарій.